# Sexe de supervivència
El sexe de supervivència és una forma de prostitució en què les persones participen a causa de la seva extrema necessitat. Pot incloure el comerç de sexe per menjar, un lloc per dormir o altres necessitats bàsiques; també es pot utilitzar per obtenir drogues. El sexe de supervivència és practicat per sensesostre, refugiats, sol·licitants d'asil i altres persones desfavorides a la societat.
El terme és utilitzat pel comerç sexual, investigadors de la pobresa i treballadors humanitaris.